# Concurrent ML
Concurrent ML (CML) — статически типизированный язык конкурентного программирования высшего порядка, встраиваемый в язык общего назначения Standard ML.
Реализован в виде библиотеки. Входит в стандартную поставку компиляторов SML/NJ и MLton. С минимальными изменениями CML планируется ввести в стандарт будущего языка successor ML.

## Подробности
CML воплощает модель синхронной передачи сообщений, расширяя SML типизированными каналами и синхронными абстракциями первого класса, которые называются событиями. Этот механизм позволяет инкапсулировать сложные протоколы взаимодействия и синхронизации в виде объектов первого класса, поощряя сокрытие действительных каналов взаимодействия под абстрактными типами данных и улучшая за счёт этого модульность.
CML разработан во времена, когда процессоры с поддержкой аппаратного параллелизма были роскошью, так что его ранние реализации ориентировались на физически последовательное исполнение. Впоследствии был разработан «Parallel Concurrent ML», исполняемый на современных процессорах более эффективно.
Своим созданием и развитием CML в основном обязан Джону Реппи (англ. John Reppy).

## Реализация
Concurrent ML выделяется среди большинства встраиваемых языков тем, что имеет не единственную реализацию, а две принципиально различные. Это обусловлено различиями между реализациями Standard ML по назначению и применяемым стратегиям компиляции:
- В компиляторе Standard ML of New Jersey[англ.] (SML/NJ) язык CML реализован посредством продолжений, то есть предоставляет платформенно-независимую многопоточность. Поскольку SML/NJ использует при компиляции стратегию программирование в стиле передачи продолжений (англ. Continuation-passing style, CPS), а сам язык SML гарантирует оптимизацию хвостовых вызовов (Tail Call Optimisation, TCO), то из результирующего кода полностью устраняется динамический стек, и распараллеленные программы получаются весьма эффективными.
- MLton использует значительно более агрессивную оптимизацию, изначально ориентируясь на производительность программ уровня Си/C++. При таких требованиях CPS-стратегия оказывается неприменима. Но без неё каждый вызов callcc требует временных затрат, пропорциональных размеру стека, что в данном случае тем более неприемлемо. Поэтому при портировании реализация CML была переключена с продолжений на «тонкие» потоки MLton, основанные на потоках операционные системы. Как следствие, исходный код на CML под MLton портируем за счёт абстракции, но скомпилированный код уже получается специфичным для данной платформы. Потоки MLton несколько тяжеловеснее, чем продолжения в SML/NJ, но разработчики полагают, что это исправимо. MLton предоставляет базовую функциональность CML, в основном повторяющую поведение имеющейся в SML/NJ[англ.], но не реализует потоко-безопасную обёртку над Базисной библиотекой и реактивные эквиваленты функциональности модулей IO и OS.

## Применение
На CML написана библиотека eXene, реализующая параллельную реактивную модель графического интерфейса пользователя под X Window System.

## Пример кода
Программа «Hello, world!» для консоли. Здесь порождается поток, который создаёт строковый канал. Этот поток сперва порождает другой поток, который напечатает в консоль первую строку, полученную на канале, а затем посылает на этот порождённый канал строку «hello, world!».
```
structure
 
Hello
 
=

   
struct

      
open
 
CML

      
fun
 
hello
 
()
 
=

         
let

            
val
 
c
 
:
 
string
 
chan
 
=
 
channel
 
()

         
in

            
spawn
 
(
 
fn
 
()
 
=>
 
TextIO
.
print
 
(
recv
 
c
)
 
);

            
send
 
(
 
c
,
 
"hello, world!
\n
"
 
);

            
exit
 
()

         
end

      
fun
 
main
 
(
name
,
 
argv
)
 
=

         
RunCML
.
doit
 
(
 
fn
 
()
 
=>
 
ignore
 
(
spawn
 
hello
),
 
NONE
 
)

   
end

```